# Braunsapis stuckenbergorum
Braunsapis stuckenbergorum är en biart som beskrevs av Michener 1971. Braunsapis stuckenbergorum ingår i släktet Braunsapis och familjen långtungebin. Inga underarter finns listade.